# Super League 2022
La Super League de 2022 fue la 128.ª temporada del rugby league de Inglaterra y la vigésimo séptima edición con la denominación de Super League.

## Formato
Los clubes se enfrentaron en una fase regular de todos contra todos en condición de local y visitante, los seis equipos mejor ubicados al terminar esta fase clasificaron a la postemporada.

## Desarrollo

### Tabla de posiciones
| Pos. | Equipo               | Encuentros | Encuentros | Encuentros | Encuentros | Tantos | Tantos | Tantos | Puntos |
| Pos. | Equipo               | PJ         | PG         | PE         | PP         | F      | C      | Dif.   | Puntos |
| ---- | -------------------- | ---------- | ---------- | ---------- | ---------- | ------ | ------ | ------ | ------ |
| 1    | St Helens            | 27         | 21         | 0          | 6          | 674    | 374    | +300   | 42     |
| 2    | Wigan Warriors       | 27         | 19         | 0          | 8          | 818    | 483    | +335   | 38     |
| 3    | Huddersfield Giants  | 27         | 17         | 1          | 9          | 613    | 497    | +116   | 35     |
| 4    | Catalans Dragons     | 27         | 16         | 0          | 11         | 539    | 513    | +26    | 32     |
| 5    | Leeds Rhinos         | 27         | 14         | 1          | 12         | 577    | 528    | +49    | 29     |
| 6    | Salford Red Devils   | 27         | 14         | 0          | 13         | 700    | 602    | +98    | 28     |
| 7    | Castleford Tigers    | 27         | 13         | 0          | 14         | 544    | 620    | -76    | 26     |
| 8    | Hull Kingston Rovers | 27         | 12         | 0          | 15         | 498    | 608    | -110   | 24     |
| 9    | Hull FC              | 27         | 11         | 0          | 16         | 508    | 675    | -167   | 22     |
| 10   | Wakefield Trinity    | 27         | 10         | 0          | 17         | 497    | 648    | -151   | 20     |
| 11   | Warrington Wolves    | 27         | 9          | 0          | 18         | 568    | 664    | -96    | 18     |
| 12   | Toulouse Olympique   | 27         | 5          | 0          | 22         | 421    | 745    | -324   | 10     |

|  | Clasificado a postemporada.    |
|  | Descendido a segunda división. |

### Postemporada

#### Finales de eliminación
| 9 de septiembre | Catalans Dragons | 10 - 20 | Leeds Rhinos |  |  |

| 10 de septiembre | Huddersfield Giants | 0 - 28 | Salford Red Devils |  |  |

#### Semifinales
| 16 de septiembre | Wigan Warriors | 8 - 20 | Leeds Rhinos |  |  |

| 17 de septiembre | St Helens | 19 - 12 | Salford Red Devils |  |  |

#### Final
| 24 de septiembre | St Helens | 24 - 12 | Leeds Rhinos | Old Trafford, Mánchester |  |

| Bandera de Inglaterra |
| Campeón St Helens     |
| Décimo séptimo título |